# Карл Смелый (Дюма)
«Карл Смелый» (фр. Charles le téméraire) — историко-биографический очерк французского писателя Александра Дюма-отца, впервые опубликованный в 1857 году.
Дюма рассказывает в этом очерке о жизни Карла Смелого (1433—1477), графа Шароле, а с 1467 года — герцога Бургундского. Карл долго враждовал со своим формальным сюзереном, королём Франции Людовиком XI, укреплял власть над Нидерландами, пытался создать большую территориальную державу, которая бы оказалась наравне с европейскими королевствами. В борьбе за Лотарингию он столкнулся с швейцарцами, поддержанными Людовиком, и потерпел несколько поражений. В битве при Нанси в январе 1477 года Карл погиб, после чего его владения были поделены между французскими Валуа и Габсбургами.
Очерк посвящён в первую очередь борьбе Карла с Людовиком. Дюма бесстрастно фиксирует факты, не делая авторских отступлений и не поддаваясь эмоциям. Впервые «Карл Смелый» был опубликован в 1857 году в двухтомном сборнике Хетцеля, который увидел свет в Брюсселе. Во Франции он был издан в 1859 году. Существует предположение, что очерк был написан существенно раньше.